# Pulsnitz (fiume)
La Pulsnitz è un affluente alla sinistra orografica della Schwarze Elster in Sassonia e Brandeburgo. Essa nasce a Ohorn e sfocia presso  Elsterwerda.

## Percorso
La Pulsnitz attraversa l'intero centro antico di Ohorn per circa 900 metri sotto terra a una profondità di c.a. 50 metri, in direzione sud-ovest per poi uscire nuovamente in superficie sul bordo di un campo.
Dopo aver lambito la zona panoramica di Schraden sfocia nella Schwarze Elster, in territorio del comune di Elsterwerda. Qualche centinaio di metri prima dello sfocio si trova il canale Elsterwerda-Grödel-Floßkanal, una delle vie di collegamento fluviale artificiali risalenti al XVIII secolo, al fiume Elba.
Le principali città attraversate sono Pulsnitz, Königsbrück, Ortrand e Elsterwerda.

## Storia
Lo sfocio originale giungeva però nel XVI secolo fino allo scavo del Neuen Pulsnitzgrabens, al di sotto della località di Tettau. Questo tratto era denominato Grenzpulsnitz e costituiva allora il confine fra il margraviato di Meißen e l'Oberlausitz. Numerosi insediamenti si trovavano su entrambe le rive del fiume, la cui riva occidentale era chiamata Meißner Seite (lato di Meißen), quella orientale Oberlausitzer Seite (lato dell'Oberlausitz) o anche Böhmische Seite (lato boemo).

## Ambiente
Il corso superiore e quasi l'intero corso di fondovalle del Pulsnitz sono sotto la protezione della natura e del paesaggio. Il piccolo corso d'acqua è ampiamente mantenuto allo stato naturale. A causa della parziale rettifica del corso del Pulsnitz e del suo affluente Haselbach, la velocità di flusso nella parte superiore è stata aumentata. Le antiche ostriche d'acqua dolce, che erano stanziali una volta presso Königsbrück, si sono insabbiate e poi sono scomparse. Il forte inquinamento della Pulsnitz causato dagli scarichi delle case private e di quelli delle industrie tessili sono molto diminuiti dopo la riunificazione tedesca, a causa della costruzione di impianti di depurazione comunali e del declino delle industrie della Germania orientale.

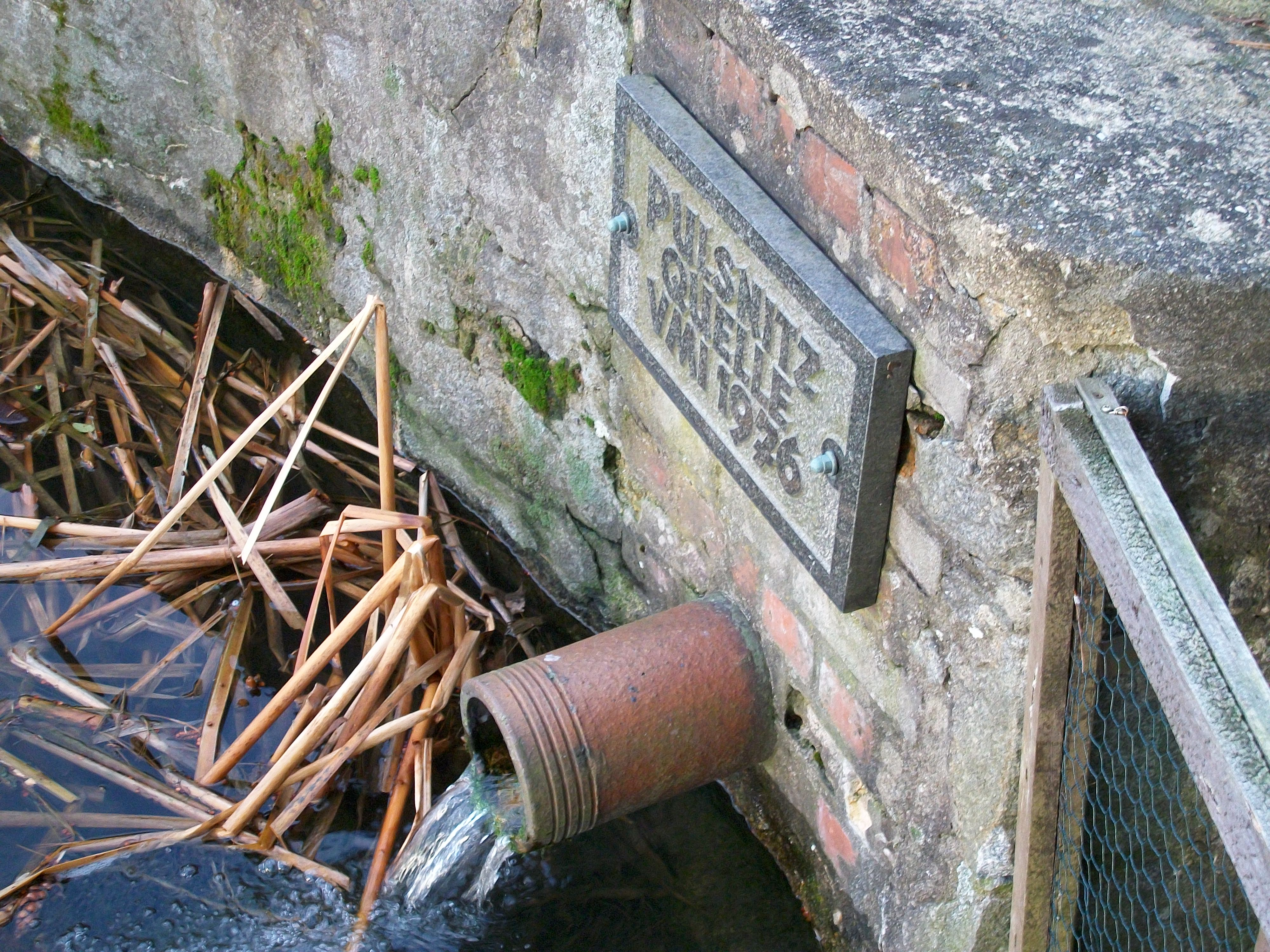
La sorgente a Ohorn
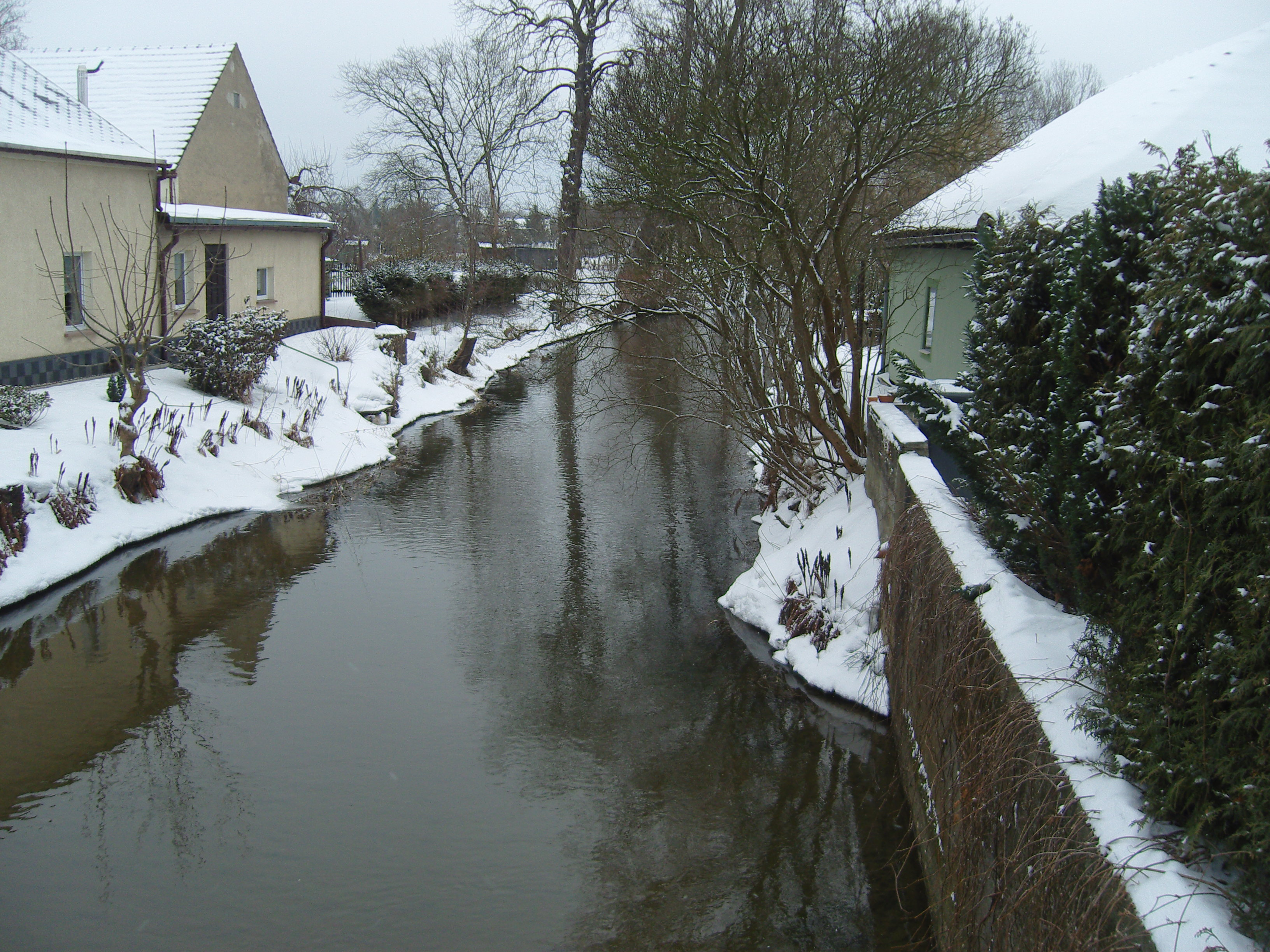
La Pulsnitz a Ortrand
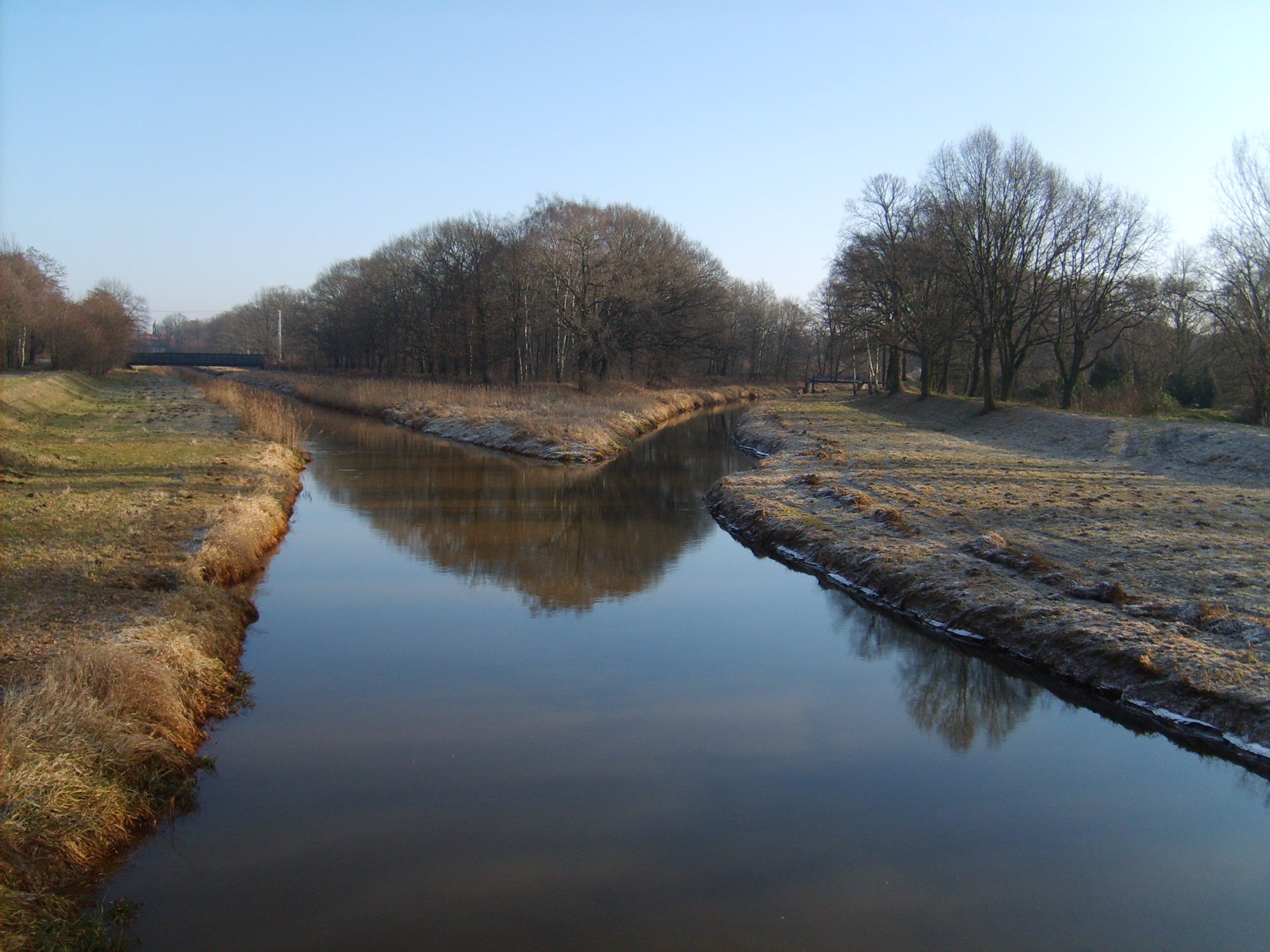
Lo sfocio nella Schwarze Elster a Elsterwerda